# 군사 정책
군사 정책(軍事政策, 영어: Military policy)  또는 국방 정책(國防政策영어: Defense policy)은 다국적 안보와 군대를 다루는 공공 정책이다. 이는 국가가 보유하고 있는 군대를 언제, 어떻게 투입하는지 등에 대한 같은 의사결정 및 전략적 목표와 관련하여 정부가 취할 수 있는 일련의 정책을 의미한다. 국방정책은 국방제도와 함께 국방발전을 견인하고 국가안보 정책의 틀을 형성하는 중요한 수단이기도 하다.
군사 정책은 국가 발전에서 독립성을 유지하고 적대적이고 공격적인 외부 행위자로 인해 부과되는 어려움을 완화하는 데 사용된다. 이러한 정책을 수립 및 실현하는데 있어서 정부와 군대는 매우 중요한 역할을 수행한다. 정책결정자 측면에서는 대통령이 군사 정책을 수립 및 결정하는데 제일 중요한 위치에 있으며, 국방부 장관은 국가 군사정책의 주요 의사결정자 중 한명이다. 그 외에도 합동참모의장, 육군참모총장, 작전사령관과 같은 인물들도 군사 정책을 실질적으로 실행하는데 있어서 주요 의사결정자라고 볼 수 있다.

## 상세
군사 정책의 목표는 다방면에 걸쳐서 존재하며, 이들은 중첩되는 경우가 많다. 주요 목표들은 국가안전보장에 대한 관리, 군사동맹 관리, 전투준비태세 운용, 군사 편제 관리 및 군사 기술 발전이 있다. 특히 문민통제와 같이 민간에 의해서 군이 통치되는 점 또한 대부분 선진국들이 운영하고 있는 군사 정책에서의 특징이라고 할 수 있다.  오늘날 대부분의 군대를 보유하고 있는 국가들이 위에서 언급된 목표들을 달성하기 위해서 독자적인 군사 정책을 수립하고 발전시키며 유지하고 있다. 또한 각국은 군사 교리 및 교전규칙에 입각하여 군사 정책의 직접적인 실현에 있어서 방법을 구축하고 있다.

## 같이 보기
- 국가안전보장
- 군수산업
- 민간군사기업
- 군사비 지출에 따른 나라 목록
- 군산 복합체
- 포함외교
- 암스 컨트롤